# Lucas-Cranach-Preis
Der Lucas-Cranach-Preis ist ein internationaler Kunstpreis der Stadt Kronach, der Geburtsstadt von Lucas Cranach dem Älteren. Der Preis wurde seit 1992 neun Mal vergeben und ist mit einer Gesamtsumme von 12.000 Euro dotiert; Schirmherr war 2020 der Bayrische Staatsminister für Forschung und Kultur Bernd Sibler. Der Preis ist eine Auszeichnung und Förderung für bildende Künstler. Der Kunstpreis wurde für 1992 und aktuell für 2011 von Ingo Cesaro konzipiert, der auch den Vorsitz im Verein „Regionale Kunstförderung Kronach e.V.“ führt. Für 2011 findet eine Ergebnisausstellung der 110 nominierten Künstler vom 2. Juli bis zum 31. Oktober 2011 auf der Festung Rosenberg statt.

## Preisträger
9. Lucas-Cranach-Preis
Jahr 2020| Technik: Holzschnitt, Holzriss und Holzstich
- 1. Preis: Franca Bartholomäi, Halle/Saale[1][3]
- 2. Preis: Tobias Gellscheid, Halle/Saale[1][3]
- 3. Preis: Roman Klonek, Düsseldorf[1][3]
- Sonderpreis: Michael Huth, Kronach[1][3]

8. Lucas-Cranach-Preis:
Jahr 2015
- Hauptpreis: Katerina Belkina
- Kunstpreis der Stiftung Christliche Kunst: Edgar Knobloch
- 2. Sonderpreis: Ralf Raßloff, Pia Hardy
- 3. Sonderpreis: Thomas Straub

7. Lucas-Cranach-Preis:
Jahr 2011 | Thema: Menschenbilder | Technik: Malerei
- Hauptpreis: René Schoemakers
- 1. Sonderpreis: Raymond Unger (Stifter Kiwanis Club Kronach-Frankenwald)
- 2. Sonderpreis: Jun Ho Cho (Stifter Raiffeisen-Volksbank Kronach-Ludwigsstadt)
- 3. Sonderpreis: Römer + Römer (Stifter Landkreis Kronach)

6. Lucas-Cranach-Preis:
Jahr 2007 | Thema: Zeitphänomene | Technik: Video
- 1. Hauptpreis: Elke Marhöfer
- 2. Hauptpreis: Judith Hopf und Debora Schamoni
- Förderpreis: Sean Lynch

5. Lucas-Cranach-Preis
Jahr 2004 | Thema: Stipendium | Technik: Video | 2004 wurde der Lucas-Cranach-Preis als Stipendium vergeben.
- Stipendiaten: Beate Geissler und Oliver Sann.

4. Lucas-Cranach-Preis
Jahr 2001 | Thema: Natur | Technik: Malerei
- Hauptpreis: Cornelia Genschow
- Sonderpreis: Harald Becker
- Sonderpreis: Helmut Helmes
- Sonderpreis: Michael Huth[5]
- Sonderpreis: Lars Reiffers
- Förderpreis: Verena Schaukal

3. Lucas-Cranach-Preis
Jahr 1998 | Thema: Frauenbilder | Technik: Malerei
- 1. Hauptpreis: Christoph Wetzel
- 2. Hauptpreis: Norbert Kiby
- Sonderpreis: Thomas Sperl
- Sonderpreis: Michael Fieseler
- Sonderpreis: Cornelia Langmaier
- Sonderpreis: Christoph Rehlinghaus
- Förderpreis: Brigitte Ostertag

2. Lucas-Cranach-Preis
Jahr 1995 | Thema: Menschenbilder | Technik: Grafik
- 1. Hauptpreis: Linde Bischof
- 2. Hauptpreis: Ekkehard Thieme
- Sonderpreis: Horst Peter Meyer
- Sonderpreis: Jürgen Stimpfig
- Sonderpreis: Christine Perthen
- Förderpreis: Andrea Lange
- Förderpreis: Christofer Kochs

1. Lucas-Cranach-Preis
Jahr 1992 | Thema: Menschenbilder | Technik: Malerei
- Hauptpreis: Felix M. Furtwängler
- Sonderpreis: Klaus Schröter
- Sonderpreis: Chris Bruder
- Sonderpreis: Stefani Schneider
- Förderpreis: Jürgen Durner